# Villa General Belgrano
Villa General Belgrano es una ciudad situada en el departamento de Calamuchita, en la provincia de Córdoba, Argentina; a 80 km al sur de la capital provincial. Es la segunda ciudad más poblada del departamento. 
Es una pequeña ciudad con arquitectura típicamente bávara, surgida de sus primeros pobladores: inmigrantes alemanes (127 familias, que convirtieron a Villa General Belgrano en la mayor colonia alemana en toda Argentina), suizos (34 familias), italianos (25 familias) y austríacos (19 familias), que hicieron del lugar una referencia arquitectónica y turística de tradición alemana en la Argentina.
Su entorno es serrano, rodeado de bosques surcado por cuatro arroyos (El sauce, Los Molles, La Toma, La Calle). Se accede a la población por la Ruta provincial 5.

## Toponimia

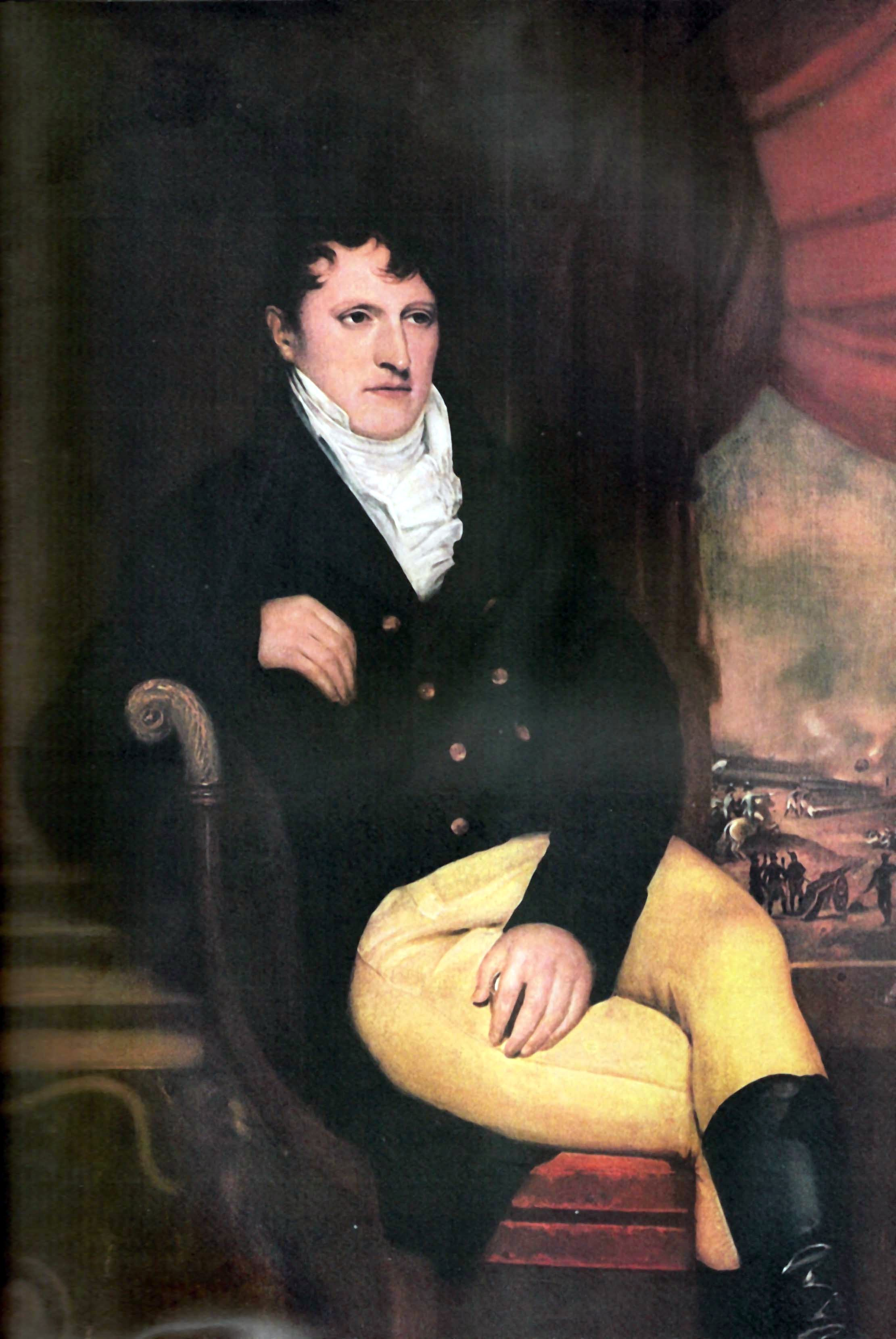
General Manuel Belgrano, creador de la bandera nacional argentina. La localidad recibe su topónimo en su homenaje.

Inicialmente, el lugar llevaba el nombre de uno de los principales arroyos: El Sauce, denominándose posteriormente Villa Calamuchita. En 1943, durante la Segunda Guerra Mundial, tuvo lugar la quema de una bandera argentina en la localidad; en razón de este hecho, la Legislatura de Córdoba decidió cambiar el nombre del pueblo por el que lleva actualmente, en homenaje a Manuel Belgrano.

## Historia
La región fue habitada por los Comechingones, los cuales fueron sometidos y reducidos por la conquista española de los siglos XVI y XVII. Durante el siglo XVIII, hubo una importante presencia de los jesuitas con la estancia San Ignacio de los Santos Ejercicios, en cercanías de Santa Rosa de Calamuchita. La arquitectura de la presencia jesuítica se observa en el edificio de la antigua iglesia de Los Reartes.
El paraje, conocido como Estancia El Sauces, Paraje El Sauce o Estafeta El Sauce, estuvo habitado desde fines del siglo XVIII por familias criollas que se dedicaban a la agricultura y la ganadería. En 1929, llega al lugar Paul Friedrich Heintze con el objetivo de establecer allí una cooperativa agrícola. Con el apoyo financiero de Jorge Kappuhn compra y lotea los terrenos, los cuales son ofrecidos casi exclusivamente a familias de origen alemán. 
En 1932 se establecen los primeros colonos (quince familias), quienes deben enfrentarse a duras condiciones climáticas y a la carencia de riego en el valle. No obstante, no abandonan el lugar y logran, en 1935, que un contingente de familias vinculadas a colegios alemanes de Buenos Aires pasen sus vacaciones en el paraje Los Sauces. A partir de esta iniciativa nuevos colonos se sumarán a los anteriores, atraídos según sus relatos por la belleza del paisaje, dando un nuevo impulso al poblado. En 1938 recibe el nombre de Villa Calamuchita, establecido por el gobernador de Córdoba Amadeo Sabattini. 
En 1940, con el pueblo en crecimiento, un grupo de marineros del Acorazado Graf Spee, internados bajo control judicial federal argentino, se instala en la Villa. El gobierno alemán reclama a la Argentina que los marineros sean entregados a ese país para ser juzgados, algo que gobierno argentino rechaza.
El pueblo adquiere ya desde entonces su típica impronta centroeuropea. La conjunción entre el entorno natural y la arquitectura bávara lo convierten en un sitio diferente en la región de las Sierras de Córdoba.
En 1943, la situación política de la Argentina era volátil y la discusión sobre la neutralidad en la Segunda Guerra Mundial estaba en el centro del debate. Sin embargo, el gobierno argentino conserva su posición de neutralidad histórica, la misma posición que había adoptado durante la Primera Guerra Mundial. Eso le permitió al país seguir comerciando con los Aliados, sin que los buques mercantes argentinos fuesen atacados por los submarinos alemanes. En ese contexto una bandera argentina es quemada en el pueblo, el 9 de julio de 1941. Tres de los marineros internados son acusados del hecho, pero no hay pruebas de ello. Sin embargo, en razón del episodio, la Legislatura Provincial decide cambiar el nombre a Villa General Belgrano, en homenaje al creador de la bandera argentina y se establece como día de fundación el 11 de octubre de 1932.
La Villa es declarada municipio en 1953 y, en octubre de 1957, se realiza una gran fiesta con motivo del asfaltado de la calle principal. Esta celebración es el origen de la Fiesta de la Cerveza, declarada de interés provincial en 1967 y denominada “Fiesta Nacional de la Cerveza” desde 1980. La «Oktoberfest» argentina cada año atrae más de 150 000 visitantes a la localidad. A esta celebración, la más conocida del pueblo, se le suman otras como la Fiesta de la Masa Vienesa, la Fiesta del Chocolate Alpino, la Feria Navideña y el Carnaval Tirolés que configuran un calendario de eventos que testimonia la vocación turística de la población.

## Geografía

### Ubicación
Está ubicada en el Valle de Calamuchita, rodeada de sierras, a una altura entre 720-800 m s. n. m. (metros sobre el nivel del mar), se encuentra a los pies de los cerros: De la Virgen, Pico Alemán y Cerro Mirador al Este, que pertenecen a un sector de la cadena montañosa Sierras Chicas y al oeste se ubican las Sierras Grandes. Se encuentra a 9 km al norte de Santa Rosa de Calamuchita, y a 35 km también al norte de la ciudad de Embalse.

### Población
Cuenta con 11 656 habitantes (Indec, 2022), lo que representa un incremento del 41% frente a los 8257 habitantes (Indec, 2010) del censo anterior, convirtiéndose de ese modo en ciudad, y en la segunda localidad más poblada del valle de Calamuchita.
| Gráfica de evolución demográfica de Villa General Belgrano entre 1980 y 2022 |
|                                                                              |
| Fuente: Censos nacionales del INDEC                                          |

### Flora
La flora está compuesa por algunas especies introducidas como: robles, fresno, coníferas, pasionaria, dondiego de noche, dondiego de día, álamos, falso café, olmos, aligustres, espino de fuego, acacia blanca, acacia negra y madreselva, siendo esta última muy abundante en los arroyos. Entre las especies nativas arbóreas se encuentra el chañar, espinillo, coco, algarrobo blanco, algarrobo negro, tala y piquillín. Y entre las especies herbáceas se encuentran: poleo, peperina, uvita de campo, llantén y hierbabuena. 

### Clima
El clima que posee la localidad es del tipo templado serrano, con una temperatura promedio anual de entre 15 y 17 °C (grados Celsius) y un total de precipitaciones de 800 mm (milímetros) anuales, siendo el verano la estación más lluviosa. Durante el otoño los días son por lo general templados a principios y las temperaturas van descendiendo gradualmente y suelen darse abundantes días soleados. Durante el invierno son comunes las heladas y ocasionales las nevadas que suelen darse 1 o 2 veces durante el invierno en la localidad, los días soleados son abundantes y el mes más frío es julio donde las temperaturas nocturnas bajan de los 0 °C casi la totalidad de las noches, entre julio y agosto suelen darse las nevadas. Durante la primavera, las temperaturas van en aumento gradualmente y entre mediados y finales de la estación, las precipitaciones comienzan a darse. Durante el verano las temperaturas son algo elevadas, superando los 26 °C la mayor parte de los días, y, con olas de calor, superan ampliamente los 30 °C, siendo enero el mes más cálido, el cual, además, concentra el 80 % de la precipitación total del año.

### Localidades cercanas
En sus proximidades se encuentra Santa Rosa de Calamuchita, que junto con Villa General Belgrano son las principales localidades turísticas del Valle. También se encuentran a pocos kilómetros de distancia las pequeñas poblaciones las cuales también son parte histórica de la inmigración alemana en el país, tales como Los Reartes, Villa Ciudad Parque, Solar de los Molinos, Potrero de Garay, Villa Berna, Villa Alpina, Capilla Vieja, Athos Pampa, y La Cumbrecita. Todas ellas con industria turística.

### Sismicidad
La sismicidad de la región de Córdoba es frecuente y de intensidad baja, y un silencio sísmico de terremotos medios a graves cada 30 años en áreas aleatorias. Sus últimas expresiones se produjeron:
- 22 de septiembre de 1908 (116 años), a las 17:00 UTC−3, con 6,5 Richter, escala de Mercalli VII; ubicación 30°30′0″S 64°30′0″O / -30.50000, -64.50000; profundidad: 100 km (kilómetros); produjo daños en Deán Funes, Cruz del Eje y Soto, provincia de Córdoba, y en el sur de las provincias de Santiago del Estero, La Rioja y Catamarca.[8]
- 16 de enero de 1947 (78 años), a las 2:37 UTC−3, con una magnitud aproximadamente de 5,5 en la escala de Richter (terremoto de Córdoba de 1947).[7]

- 28 de marzo de 1955 (70 años), a las 6:20 UTC−3 con 6,9 Richter: además de la gravedad física del fenómeno se unió el desconocimiento absoluto de la población a estos eventos recurrentes (terremoto de Villa Giardino de 1955).

- 7 de septiembre de 2004 (20 años), a las 8:53 UTC−3 con 4,1 Richter.

- 25 de diciembre de 2009 (15 años), a las 21:42 UTC−3 con 4,0 Richter.

## Fiestas nacionales
En enero y febrero cada 15 días y durante 3 días seguidos la Sommerfest, es una especie de mini-Oktoberfest.
En abril, (durante Semana Santa) se lleva a cabo la Fiesta Nacional de la Masa Vienesa, que contiene puestos de comida centroeuropea y bebida.
En agosto, durante el fin de semana largo se lleva a cabo la fiesta del Huésped.
En octubre, la Fiesta Nacional de la Cerveza, el Oktoberfest, en la cual la ciudad recibe a miles de turistas para degustar cerveza de elaboración artesanal.
También es típica la «Fiesta del Chocolate Alpino» en el mes de julio.

## Galería de fotos

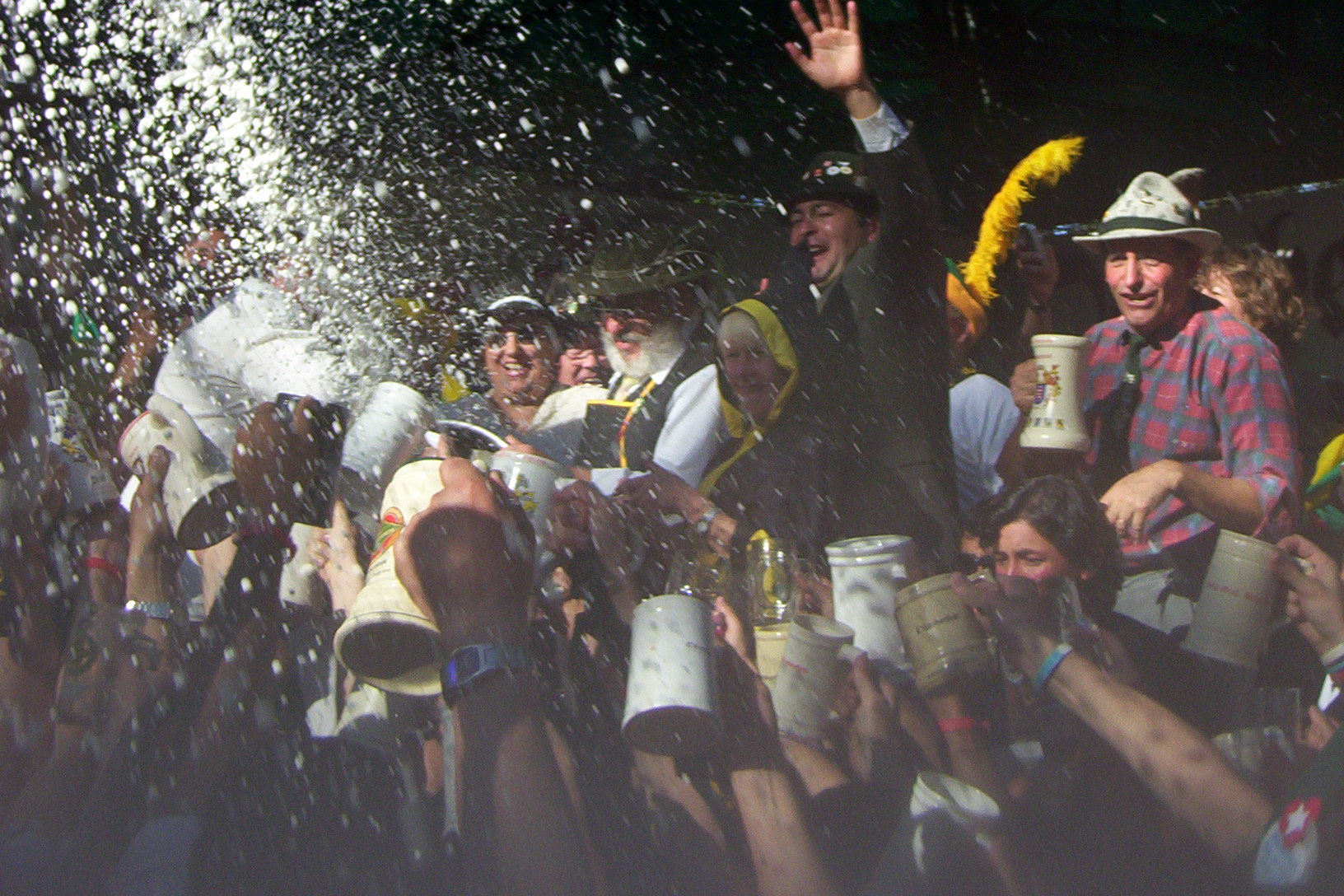
Espiche en el Oktoberfest de 2006.
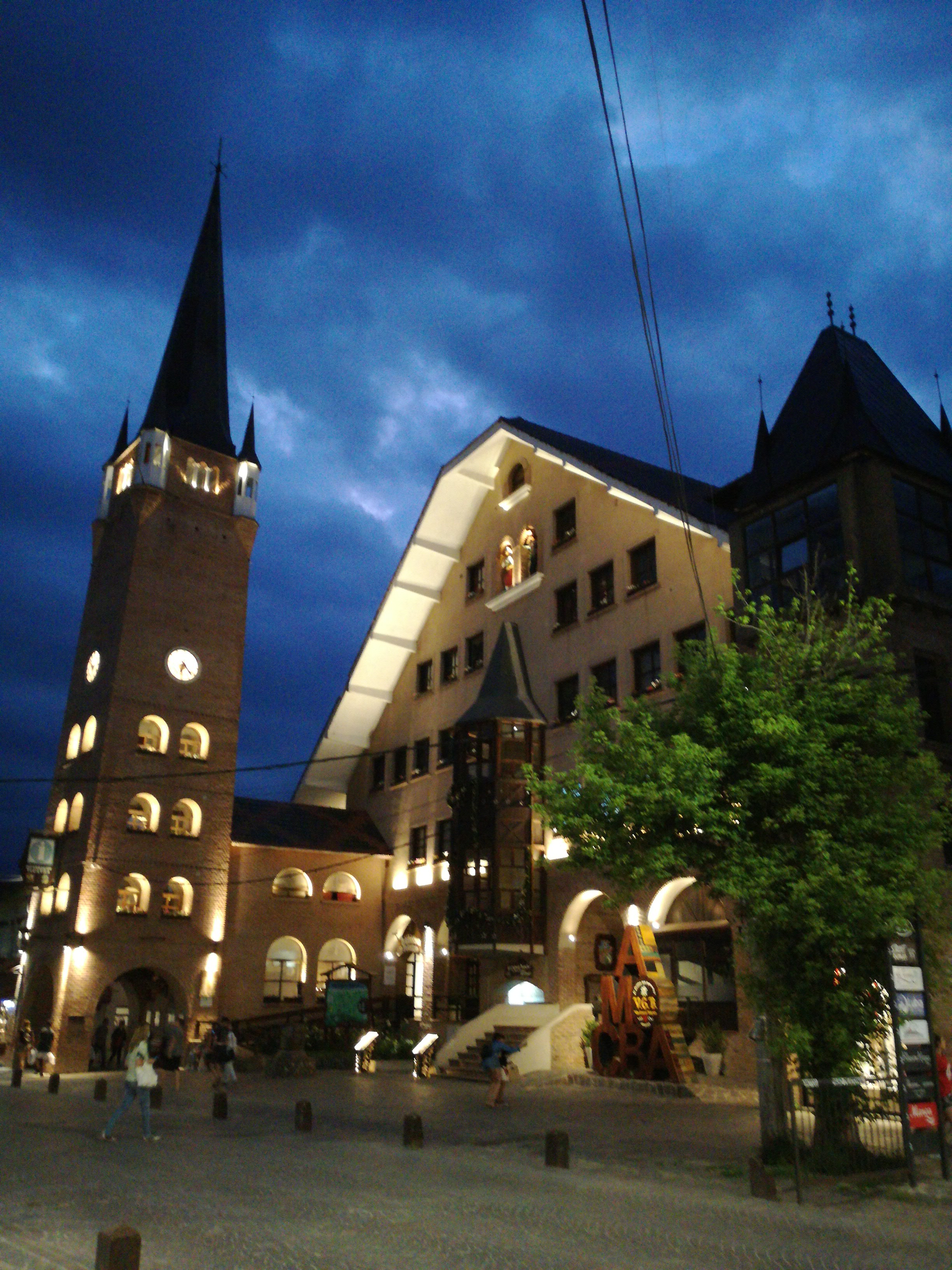
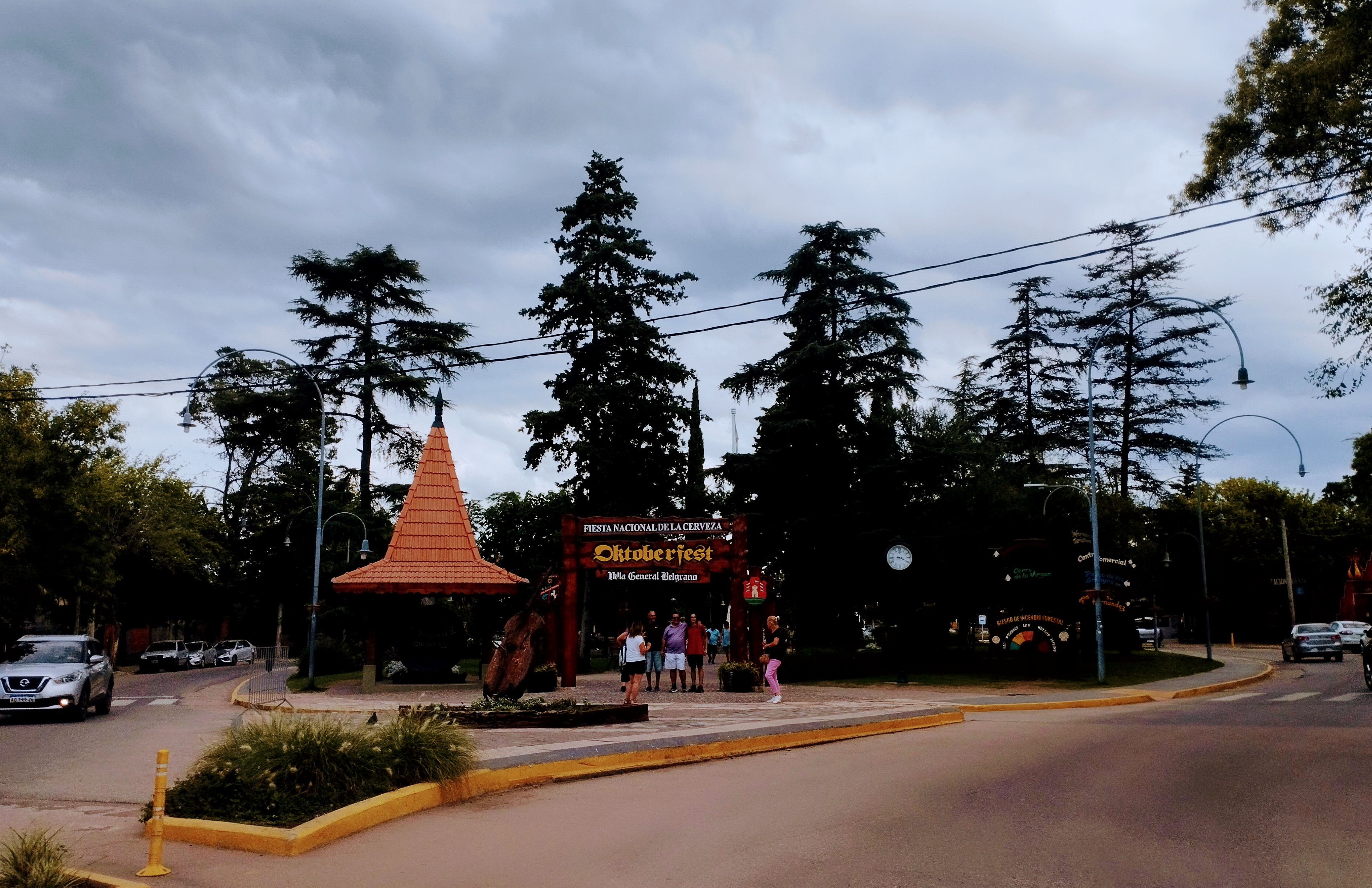
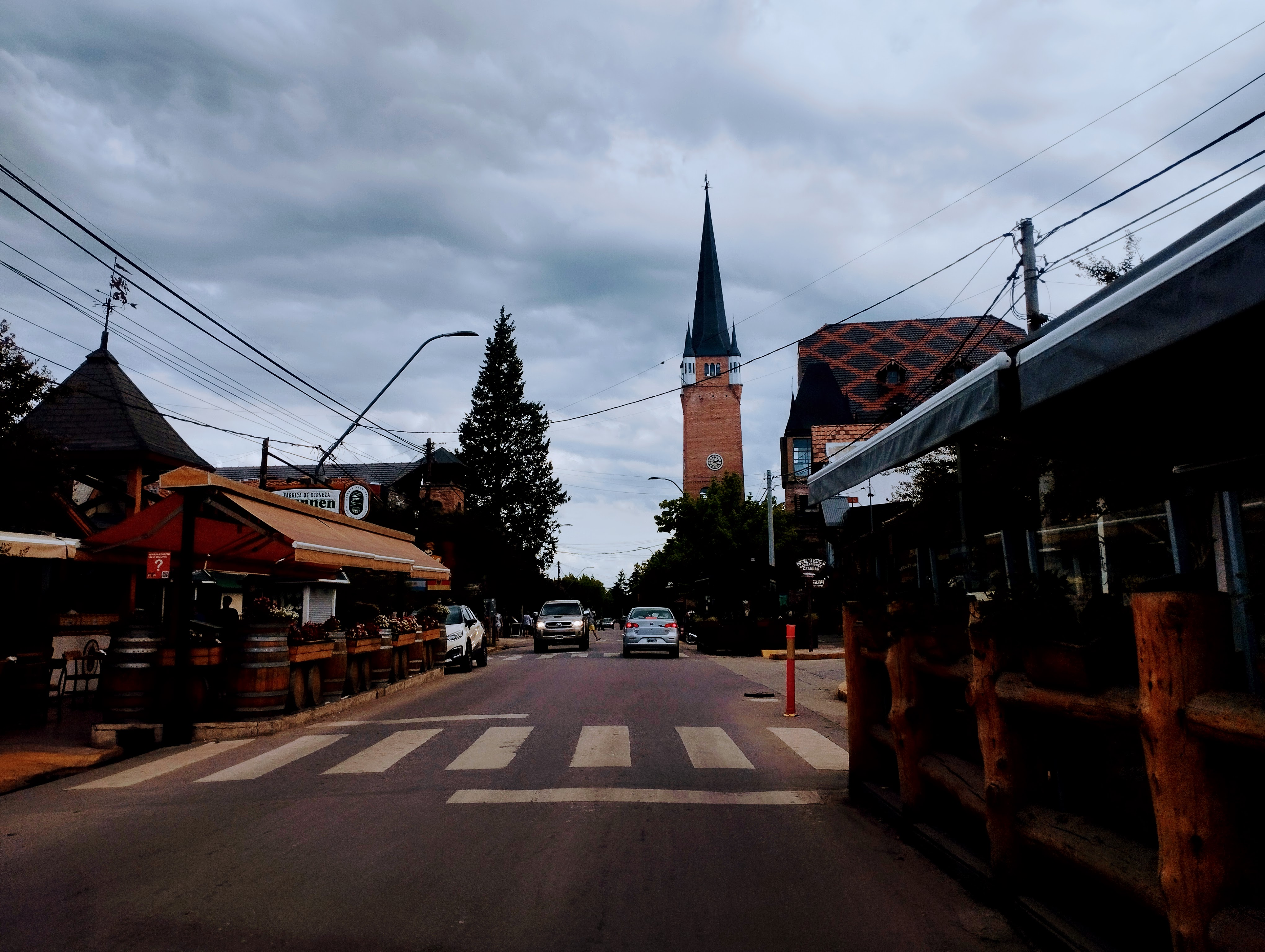

## Ciudades hermanas
- Tuenno, Italia
- Sigriswil, Suiza
- Lauffen am Neckar, Alemania